# 目田
目田是由中国大陆网民创造出来的网络新词，最初是用以替代被屏蔽的敏感词“自由”，类似于“目田氏王”（自由民主）。

## 起因
2010年，新闻出版总署对网易所运营的魔兽世界审核尺度严格，一度暂停审批，导致魔兽世界被迫关停。2010年8月31日，网易经过重重审批，终于在中国大陆开放了延迟近两年的网络游戏魔兽世界资料片巫妖王之怒，但是受审核尺度的影响，玩家上线后发现游戏中增加了许多新的屏蔽词，其中最具有代表性的就是“自由”，由此衍生出了新名词“目田”，用来代表被“砍了头”的自由。受此词被屏蔽影响，名称中含有此词的玩家和工会，会被要求强制改名。

## 含义
随着时间的推移，“目田”逐渐成为了持有其他政见者对于中国自由派的一种蔑称。